# Awet Terterian
Awet Rubenowicz Terterian (ur. 29 lipca 1929 w Baku, zm. 11 grudnia 1994 w Jekaterynburgu) – ormiański kompozytor.